# Альбертсгофен
Альбертсгофен (нім. Albertshofen) — громада в Німеччині, розташована в землі Баварія. Підпорядковується адміністративному округу Нижня Франконія. Входить до складу району Кітцинген. Складова частина об'єднання громад Кітцинген.
Площа — 3,80 км2. Населення становить 2299 ос. (станом на 31 грудня 2020).

## Галерея

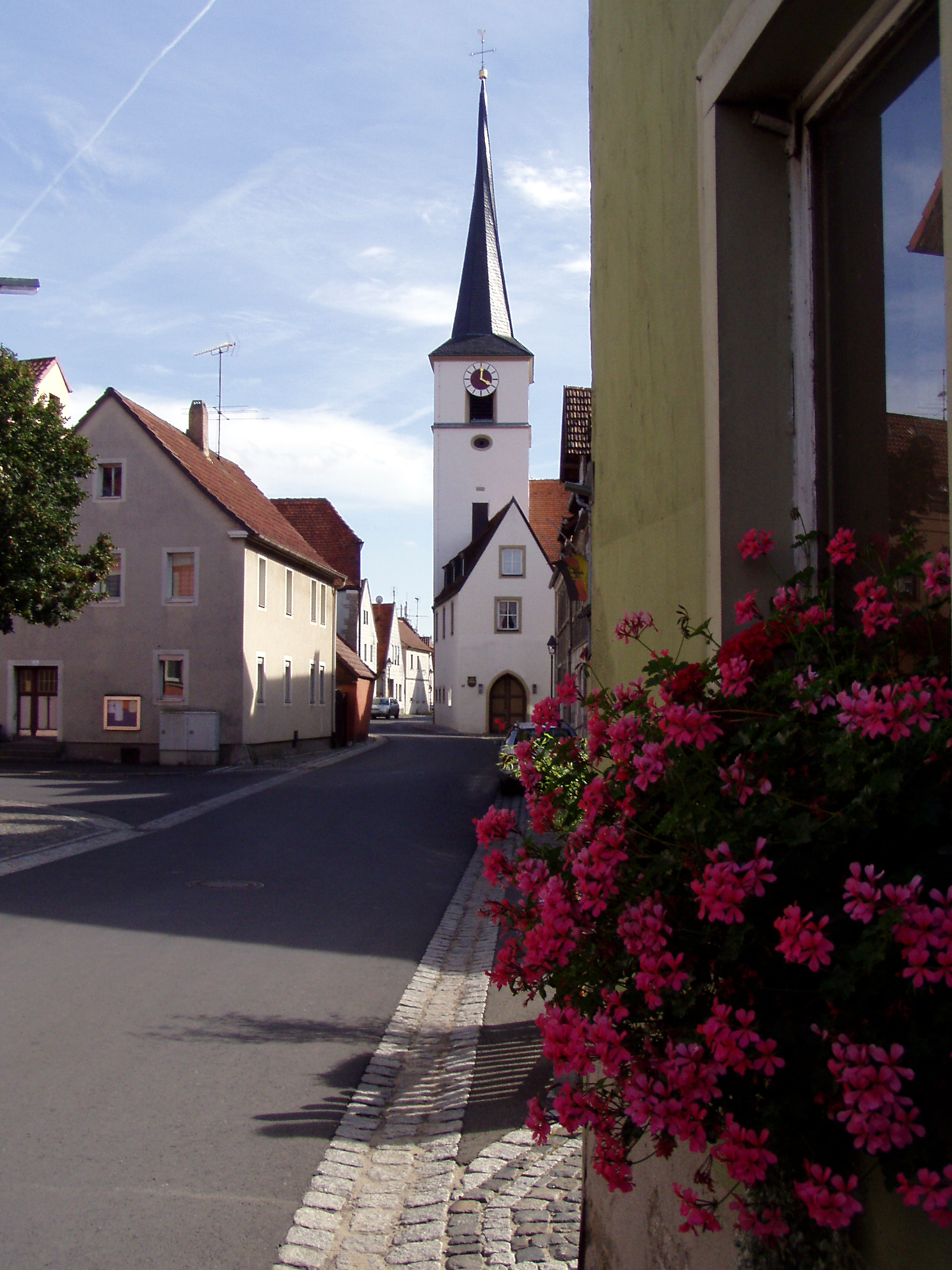
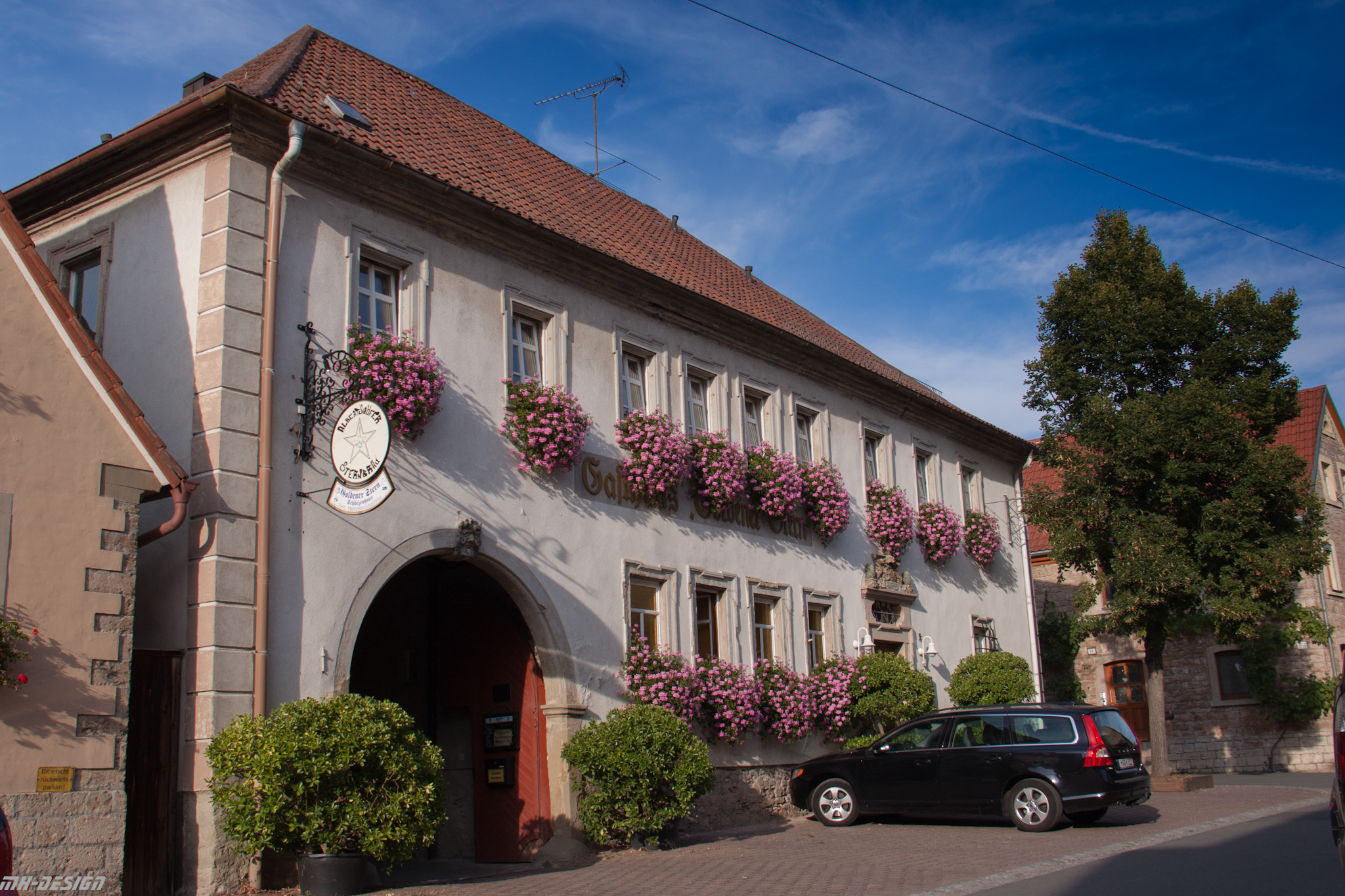